# Linaeidea weisei
Linaeidea weisei là một loài bọ cánh cứng trong họ Chrysomelidae. Loài này được Daccordi miêu tả khoa học năm 1980.